# 結球萵苣
結球萵苣（學名：Lactuca sativa var. capitata L.，英文：Iceberg lettuce），俗稱西生菜、包心萵苣、美生菜、波士頓生菜，是一種萵苣屬蔬菜，主要產地為歐洲和美洲，而華南地區及台灣亦有種植。

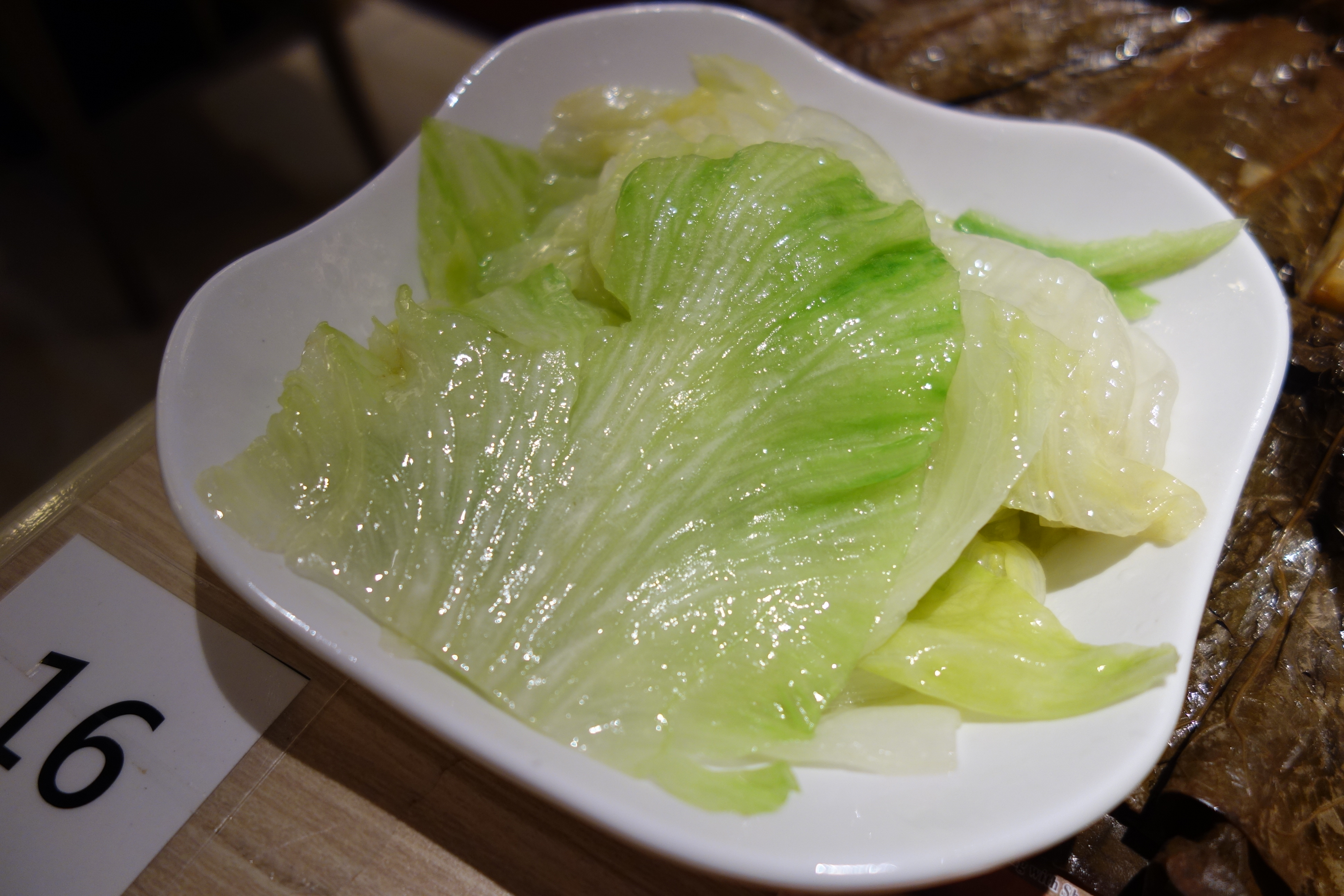
灼西生菜